# Хотинська вулиця (Київ)
Хоти́нська ву́лиця — вулиця в Подільському районі міста Києва, місцевість Біличе поле. Пролягає від Білицької вулиці до Замковецької вулиці.
Прилучаються Паркова і Полкова вулиці.

## Історія
Вулиця виникла у середині XX століття під назвою 223-тя Нова. З 1953 року — Красноводська, на честь туркменського міста Красноводськ (нині — Туркменбаші).
Сучасна назва на честь м. Хотина — з 2017 року.